# Кобрське сільське поселення
Ко́брське сільське поселення (рос. Кобрское сельское поселение) — адміністративна одиниця у складі Даровського району Кіровської області Росії. Адміністративний центр поселення — село Кобра.

## Історія
Станом на 2002 рік на території сучасного поселення існували такі адміністративні одиниці:
- Івановський сільський округ (селище Івановка, присілок Греметок)
- Кобрський сільський округ (село Кобра, селища Бечева, Бурденок, Знаменка, присілки Алешонки, Бересневи, Береснята, Бороздіни, Гусята, Ісаковці, Караул, Каріно, Кокоуліни, Котельнікови, Курінь, Малиненки, Ожегови, Оріхови, Осінки, Перетягіни, Полякови, Ральнікови, Роза, Холманські)
- Окатьєвський сільський округ (село Окатьєво, присілки Баранови, Верхня Кармановщина, Дранішнікови, Карлієвщина, Ковіни, Коновалови, Левіни, Нижня Кармановщина, Остальці, Підугоряна, Поповщина, Рвачі, Хоробрята)

Поселення було утворене згідно із законом Кіровської області від 7 грудня 2004 року № 284-ЗО у рамках муніципальної реформи шляхом об'єднання Івановського, Кобрського та Окатьєвського сільських округів.

## Населення
Населення поселення становить 697 осіб (2017; 754 у 2016, 795 у 2015, 825 у 2014, 877 у 2013, 929 у 2012, 1021 у 2010, 1847 у 2002).

## Склад
До складу поселення входять 29 населених пунктів:
| Населений пункт               | Населення, осіб (2002) | Населення, осіб (2010) |
| ----------------------------- | ---------------------- | ---------------------- |
| Алешонки, присілок            | 3                      | 1                      |
| Баранови, присілок            | 0                      | -                      |
| Бересневи, присілок           | 13                     | 18                     |
| Береснята, присілок           | 15                     | 0                      |
| Бечева, селище                | 180                    | 96                     |
| Бороздини, присілок           | 1                      | 0                      |
| Бурденок, селище              | 114                    | 31                     |
| Верхня Кармановщина, присілок | 0                      | -                      |
| Греметок, присілок            | 5                      | 1                      |
| Гусята, присілок              | 0                      | -                      |
| Дранишникови, присілок        | 2                      | 0                      |
| Знаменка, селище              | 92                     | 31                     |
| Івановка, селище              | 301                    | 214                    |
| Ісаковці, присілок            | 2                      | 0                      |
| Караул, присілок              | 0                      | -                      |
| Каріно, присілок              | 9                      | 3                      |
| Карлієвщина, присілок         | 0                      | -                      |
| Кобра, село                   | 621                    | 481                    |
| Ковіни, присілок              | 2                      | 0                      |
| Кокоуліни, присілок           | 2                      | -                      |
| Коновалови, присілок          | 0                      | -                      |
| Котельникови, присілок        | 19                     | 8                      |
| Курінь, присілок              | 103                    | 17                     |
| Левіни, присілок              | 12                     | 0                      |
| Малиненки, присілок           | 7                      | 4                      |
| Нижня Кармановщина, присілок  | 0                      | -                      |
| Ожегови, присілок             | 20                     | 1                      |
| Окатьєво, село                | 261                    | 93                     |
| Оріхови, присілок             | 8                      | 0                      |
| Осінки, присілок              | 0                      | -                      |
| Остальці, присілок            | 6                      | 0                      |
| Перетягини, присілок          | 18                     | 11                     |
| Підугоряна, присілок          | 5                      | 0                      |
| Полякови, присілок            | 1                      | 0                      |
| Поповщина, присілок           | 0                      | -                      |
| Ральникови, присілок          | 9                      | 6                      |
| Рвачі, присілок               | 2                      | -                      |
| Роза, присілок                | 0                      | 0                      |
| Холманські, присілок          | 7                      | 5                      |
| Хоробрята, присілок           | 7                      | 0                      |